# René Daubinet
René Daubinet (Strasburgo, 7 gennaio 1933) è un ex pallanuotista francese.
Ha partecipato, come membro della Francia, alle Olimpiadi di Roma 1960, partecipando al torneo di pallanuoto.
Ha vinto 1 argento ai Giochi del Mediterraneo del 1955.